# Nuevo orden (película de 2020)
Nuevo orden es una película de suspenso distópica de arte mexicana-francesa de 2020 escrita, dirigida, producida y editada por Michel Franco. La película sigue a una pareja de clase alta en la Ciudad de México cuya boda es invadida por alborotadores en medio de un levantamiento de la clase trabajadora a nivel nacional pero manipulado por la élite militar y gubernamental del país. La película está protagonizada por Naian González Norvind, Diego Boneta y Mónica del Carmen.
La película tuvo su estreno mundial en el Festival Internacional de Cine de Venecia el 10 de septiembre de 2020, donde ganó el Gran Premio del Jurado. En México, el trailer recibió abundantes críticas al ser considerado clasista y racista; cuando se estrenó la película completa, las acusaciones disminuyeron, no obstante la crítica especializada y el público en general la valoraron de forma dispar.

## Sinopsis
En 2021 la brecha entre clases sociales en México es cada vez más marcada. Una boda de la alta sociedad se celebra simultáneamente a manifestaciones masivas de las clases populares alrededor del país. La boda es interrumpida por un grupo de alborotadores armados y violentos que forman parte de un levantamiento aún mayor de los desfavorecidos y toman a los participantes como rehenes. 
El ejército y gobierno mexicano utilizan el desorden provocado por los disturbios para instaurar una dictadura militar en el país en la que, entre otras cosas, secuestra y saquea a la clase alta y responsabiliza y reprime a la clase trabajadora, provocando adrede una mayor división entre la población para así prolongar la dictadura.

## Reparto
- Naian González Norvind como Marian
- Diego Boneta como Daniel
- Mónica del Carmen como Marta
- Fernando Cuautle como Cristian
- Darío Yazbek Bernal como Alan
- Eligio Meléndez como Rolando
- Lisa Owen como Rebeca
- Patricia Bernal como Pilar
- Gustavo Sánchez Parra como General Oribe
- Roberto Medina como Iván Novello
- Juana Arias como Karla
- Sonia Couoh como Beatriz
- Enrique Singer como Víctor
- Mercedes Hernández como Josefa
- Leonardo Alonso como Felipe
- Ana María Escalante como Ximena
- Claudia Schmidt como Isabel

## Producción
Michel Franco empezó a desarrollar la idea en 2015 y terminó el guion en 2018. La producción concluyó en mayo de 2019. El elenco incluye a Naian González Norvind, Diego Boneta, Mónica Del Carmen, Fernando Cuautle, Darío Yazbek Bernal y Eligio Meléndez.

## Estreno
La película tuvo su estreno mundial en el Festival Internacional de Cine de Venecia el 10 de septiembre de 2020. También se proyectó en el Festival Internacional de Cine de Toronto el 15 de septiembre de 2020. Poco después, Neon adquirió los derechos de distribución para Estados Unidos, mientras que MUBI la lanza en el Reino Unido.

## Recepción

### Crítica
Nuevo orden tiene un índice de aprobación del 67% en el sitio web del agregador de reseñas Rotten Tomatoes, basado en 52 reseñas con un promedio ponderado de 7.2 en el que el consenso es "A pesar de buenas actuaciones, la brutalidad despiadada y la mirada desenfocada de Nuevo orden amenazan con descarrilar su mensaje.". En Metacritic, la película tiene una calificación de 73 sobre 100, según 8 críticos, lo que indica "críticas generalmente favorables".
| País              | Medio / Autor(a)                  | Crítica | Tendencia        |
| ----------------- | --------------------------------- | --- | ---------------- |
| Bandera de México | Reforma Jorge Volpi               | «Nuevo orden es una película incomoda y esa es su mejor virtud...». | Crítica positiva |
| Bandera de México | La Jornada Carlos Bonfil          | «Lo interesante en Nuevo orden es la manera en que el realizador sacude las certidumbres morales de quienes siempre ubican los vicios y la insensibilidad en un solo lado del espectro social –las clases privilegiadas–, al tiempo que atribuyen, de modo providencial, los valores más nobles y bondadosos a una población desfavorecida.».                                                 | Crítica positiva |
| Bandera de México | El Universal José Antonio Sánchez | «No es preciso arruinarle la película para dejarle saber que es tremendísima en su planteamiento de México como proyecto social y tremendísima también en su fotografía y el impacto visual que producen algunas escenas.». | Crítica positiva |
| Bandera de México | Cine Garage Erick Estrada         | «Promocionada como una “ficción necesaria” la película ya es atacada por su audacia redentora al reproducir esquemas racistas, cuando en realidad es por su ingenuidad que delata una visión política tan superficial como ausente de tacto ante un país que desde hace décadas ha cuestionado la presencia del ejército entre los civiles... Inyección de miedo desde la óptica del miedo.». | Crítica negativa |
| Bandera de México | Chilango Carlos Hugo González     | «...logra impactar y sacudir a la audiencia.». | Crítica positiva |
| Bandera de México | Codigos Espaguetti Nicolás Ruiz   | «...esta crítica, sin empatía, desde esta distancia fría que ve a los individuos en borregos y a los manifestantes en zombies sedientos de sangre, crea representaciones maniqueas, huecas y banales que convierten cualquier tipo de lectura crítica sobre el presente en una serie de sermones: sermones sin sentido, sermones huecos, sermones peligrosos.».                               | Crítica negativa |
| Bandera de México | Cine Premiere Arturo Magaña Arce  | «...Michel Franco criminaliza la protesta. Le da la razón a aquellos que juzgan a quienes, de forma desesperada, exigen justicia desde las calles.». | Crítica negativa |
| Bandera de México | Revista GQ Irene Crespo           | «Como película de acción distópica, Nuevo orden es brillante. El ritmo, el estilo, la técnica, todo.» | Crítica positiva |

### Polémica en México
Antes de su lanzamiento a cines mexicanos, el tráiler fue recibido con una abrumadora respuesta negativa por parte del público en redes sociales al ser catalogada como "clasista, racista y con dolorosos retratos estereotípicos de las clases alta y baja en México".
Las acusaciones de racismo hacia la película arreciaron cuando el director, Michel Franco, reclamó que su filme mostraba el "profundo racismo inverso", y que él mismo se sentía víctima de "crímenes de odio" por su condición de "whitexican". Franco se disculpó poco después en las redes sociales y aclaró que no fue consciente del impacto de los términos que usó.
Después de su estreno, la película obtuvo críticas dispares. Algunas de las negativas consideraban reaccionario retratar a los manifestantes como salvajes, por lo que se desacreditaban las protestas sociales; otras, reivindicaban su mensaje crítico a la militarización del país y a la manipulación del gobierno para promover el clasismo y dividir y controlar a la población con mayor facilidad.

### Premios y nominaciones
| Premio                                          | Categoría                                   | Destinatario(s) | Resultado |
| ----------------------------------------------- | ------------------------------------------- | --- | --------- |
| Festival Internacional de Cine de Venecia       | León de Oro                                 | Michel Franco | Nominado  |
| Festival Internacional de Cine de Venecia       | Gran Premio del Jurado                      | Michel Franco | Ganador   |
| Festival Internacional de Cine de Venecia       | Leoncino de Oro                             | Michel Franco | Ganador   |
| Festival Internacional de Cine de San Sebastián | Premio de la Audiencia a la mejor película  | Michel Franco | Nominado  |
| Premios Ariel                                   | Mejor actriz                                | Mónica del Carmen | Nominada  |
| Premios Ariel                                   | Mejor actor                                 | Fernando Cuautle | Nominado  |
| Premios Ariel                                   | Mejor coactuación masculina                 | Eligio Meléndez | Nominado  |
| Premios Ariel                                   | Mejor edición                               | Óscar Figueroa Jara Michel Franco                                                                                       | Nominados |
| Premios Ariel                                   | Mejores efectos especiales                  | Ricardo Arvizu | Ganador   |
| Premios Ariel                                   | Mejores efectos visuales                    | Hughes Namur, Edgardo Mejía                                                                                             | Nominados |
| Premios Ariel                                   | Mejor diseño de arte                        | Claudio Ramírez Castelli                                                                                                | Nominado  |
| Premios Ariel                                   | Mejor maquillaje                            | Adam Zoller | Nominado  |
| Premios Ariel                                   | Mejor vestuario                             | Gabriela Fernández | Nominada  |
| Premios Ariel                                   | Mejor sonido                                | Raúl Locatelli (Sonido directo) Alejandro de Icaza (Diseño sonoro) Jaime Baksht, Michelle Couttolenc (Mezcla de sonido) | Nominados |
| Festival Internacional de Cine de Chicago       | Gran Premio: Gold Hugo                      | Michel Franco | Nominado  |
| Festival Internacional de Cine de Estocolmo     | Premio Impacto                              | Michel Franco | Ganador   |
| Premios Cinematográficos José María Forqué      | Mejor película iberoamericana               | Michel Franco | Ganador   |
| Festival Cinelatino de Toulouse                 | Premio del Jurado                           | Michel Franco | Ganador   |
| Encuesta de Críticos de Indiewire               | Mejor película para 2021                    | Nuevo orden | Ganador   |
| Sociedad de Críticos de Cine en Línea           | Mejor película no lanzada en Estados Unidos | Michel Franco | Ganador   |

## Nota
1. ↑  Para más información con sus fuentes, ir a la subsección "Polémica en México" en la sección de "Recepción".